# 御用閒人
《御用閒人》（The Prince's Shadow），香港無綫電視翡翠台清裝劇集，於2005年3月14日至4月8日期間首播，共20集，由鄭少秋、鄧萃雯及楊怡領銜主演，並由魏駿傑、滕麗名、吳家樂及蔣志光聯合主演，監製徐正康。
此劇於2007年2月16日至2007年4月12日在翡翠台下午6時重播

## 故事大綱
雍正年間，新科狀元高昇（鄭少秋 飾）受到雍正皇帝的賞識，被選為儲君弘曆（魏駿傑 飾）的侍讀，弘曆登基為乾隆帝後，將高昇推為心腹。乾隆看中宮女如意（楊怡 飾），可惜如意傾心高昇。另一方面，高昇忌諱乾隆帝，對如意若即若離。皇（滕麗名 飾）嫉妒如意受寵，使計把如意賣出宮外，乾隆帝遂派高昇出外尋找。高昇在一妓院發現如意，幸如意得妓院老闆蘇三（鄧萃雯 飾）的幫助，保住清白之身，高昇也與蘇三成歡喜冤家，三人陷入三角苦戀。當乾隆帝得知如意喜歡高昇，對高昇由妒生恨，與之反目……

## 演員表

### 愛新覺羅家（大清皇族）
| 演員   | 角色                       | 暱稱/關係/職業 |
| 洋     | 康熙帝                     | （第14，19集） |
| 戴志偉 | 雍正帝                     | （第14，19集） |
| 魏駿傑 | 愛新覺羅•弘曆              | 乾隆帝 表面昏庸皇帝，內裏陰險奸詐 皇后、眾後宮佳麗之夫 雍正帝之養子 陳世倌、陳夫人之子 迷戀如意 與高昇亦敵亦友，後反目 於第20集欲殺高昇未遂          |
| 滕麗名 | 富察皇后（於第12集尾提及） | 皇后 乾隆帝之妻 柳文齊之學生兼前女友 針對瑞貴人 針對如意，後和好 兩位阿哥之母                                                                        |
| 葉凱茵 | 宛貴妃                     | 乾隆帝之後宮佳麗 四大貴妃 |
| 陳念君 | 容貴妃                     | 乾隆帝之後宮佳麗 四大貴妃 |
| 沈可欣 | 賢貴妃                     | 乾隆帝之後宮佳麗 四大貴妃 |
| 林佩君 | 德貴妃                     | 乾隆帝之後宮佳麗 四大貴妃 |
| 湯盈盈 | 瑞貴人                     | 乾隆帝之後宮佳麗 索洛圖之情婦，有孕 被皇后針對，未能侍寢 於第3集因被高昇揭發服用五石散與人私通苟合，以致被皇后打入冷宮 於第4集被索洛圖推入井以致溺斃 |
| 周家怡 | 惠貴人                     | 乾隆帝之後宮佳麗 |
| 雷 恩  | 靖貴人                     | 乾隆帝之後宮佳麗 |
| 何綺雲 | 如貴人                     | 乾隆帝之後宮佳麗 |
| 譚靜雯 | 善貴人                     | 乾隆帝之後宮佳麗 |
| 殷 櫻  | 淑貴人                     | 乾隆帝之後宮佳麗 |
| 何婷恩 | 佳貴人                     | 乾隆帝之後宮佳麗 |
| 鄭少秋 | 高 昇                      | 高先生 蘇三、如意情傾對象 乾隆帝之侍讀，亦師亦友，後反目 萬花樓老闆之一 於第20集逃離皇宮流落民間                                                     |
| 吳家樂 | 周日清                     | 周大人、日清 御前帶刀侍衛 周日炳之堂弟 暗戀如意 |
| 曾偉權 | 索洛圖                     | 索大人 瑞貴人之情夫 御前帶刀侍衛統領 於第4集跌入井中溺斃身亡                                                                                         |
| 魯振順 | 小安子                     | 安公公 皇后之近身太監兼心腹 內務府總管 |

### 萬花樓
| 演員   | 角色  | 暱稱/關係/職業 |
| 鄧萃雯 | 蘇 三 | 三姑娘 高昇之紅顏知己 萬花樓老闆之一 於第20集逃離皇宮                                                                                                |
| 楊 怡  | 如 意 | 原為洗衣房宮女、後為萬花樓藝妓 高昇之紅顏知己 乾隆帝和周日清之暗戀對象 被相思、畫眉、喜鵑、杜鵑針對，於第9集和好 被皇后針對，後和好 於第20集逃離皇宮 |
| 陳 琪  | 杜 鵑 | 萬花樓之四大花魁 與如意不和及針對她，於第9集和好 於第20集逃離皇宮                                                                                    |
| 陳穎妍 | 相 思 | 萬花樓之四大花魁 與如意不和及針對她，於第9集和好 於第20集逃離皇宮                                                                                    |
| 梁雪湄 | 畫 眉 | 萬花樓之四大花魁 與如意不和及針對她，於第9集和好 於第20集逃離皇宮                                                                                    |
| 陳霽平 | 喜 鵑 | 萬花樓之四大花魁 與如意不和及針對她，於第9集和好 於第20集逃離皇宮                                                                                    |
| 何慕琪 | 秋 菊 | 萬花樓藝妓 於第20集逃離皇宮 |
| 王從希 | 冬 梅 | 萬花樓藝妓 於第20集逃離皇宮 |
| 歐婉澄 | 春 蘭 | 萬花樓藝妓 於第20集逃離皇宮 |
| 林影紅 | 夏 竹 | 萬花樓藝妓 於第20集逃離皇宮 |
| 陳文靜 | 茉 莉 | 萬花樓藝妓 於第20集逃離皇宮 |
| 伍慧珊 | 百 合 | 萬花樓藝妓 於第20集逃離皇宮 |
| 詹秀君 | 紅 蓮 | 萬花樓藝妓 於第20集逃離皇宮 |
| 宋紫盈 | 牡 丹 | 萬花樓藝妓 於第20集逃離皇宮 |
| 潘芷蕾 | 巧 兒 | 萬花樓之侍婢 |
| 黎銘諾 | 十三  | 萬花樓之保鏢 於第20集逃離皇宮 |
| 鄭家生 | -     | 萬花樓客人 |
| 何俊軒 | -     | 萬花樓客人 |
| 寧 進  | -     | 萬花樓客人 |
| 趙樂賢 | -     | 萬花樓客人 |
| 邵卓堯 | -     | 萬花樓客人 |
| 劉天龍 | -     | 萬花樓客人 |

### 揚州
| 演員   | 角色   | 暱稱/關係/職業                                                                                    |
| 蔣志光 | 楊 古  | 楊大人 原為揚州知府、後被貶為吳縣縣官（第17集）                                                   |
| 劉家輝 | 年茂林 | 揚州總捕頭 幹非法勾當，殺死周日炳（第8集），於第9集被高昇逮捕                                     |
| 郭耀明 | 柳文齊 | 柳先生 皇后之老師，昔日暗生情愫 為保皇后貞節名聲，誤殺夏山虎（第14集） 於第17集離開揚州，遠走安南 |
| 陳勉良 | 孫師爺 |                                                                                                   |
| 張達倫 | -      | 衙差                                                                                              |
| 陳建文 | -      | 衙差                                                                                              |
| 郭 峰  | 夏山虎 | 夏山虎 揚州之惡霸，蘇三舊相好（第12，15集） 被柳文齊誤殺（第14集）                                |
| 邵傳勇 | 周日炳 | 周日清之堂兄 利用周日清之名招搖撞騙 於第8集被年茂林殺害                                           |
| 趙永洪 | 豪     | 周日炳手下                                                                                        |
| 楊證樺 | 海     | 周日炳手下                                                                                        |
| 王維德 | 標     | 周日炳手下                                                                                        |
| 嚴 俊  | 財     | 周日炳手下                                                                                        |
| 王俊棠 | 鐘 邦  | 揚州之惡霸                                                                                        |
| 陸駿光 | -      | 鐘邦手下                                                                                          |
| 賀文傑 | 阿 權  | -                                                                                                 |
| 鐘建文 | 阿 威  | -                                                                                                 |
| 羅天池 | 阿 武  | -                                                                                                 |
| 裘卓能 | 阿 貴  | -                                                                                                 |
| 黎秀英 | -      | 村 民                                                                                             |
| 曾健明 | -      | 村 民                                                                                             |
| 張貝蒨 | -      | 村 民                                                                                             |
| 林欣熹 | -      | 村 民                                                                                             |
| 夏竹欣 | -      | 村 民                                                                                             |
| 彭冠中 | -      | 村 民                                                                                             |
| 曾守明 | 大 馬  | 回人，回子羊肉店老闆（第6集）                                                                     |
| 鄭世豪 | 小 馬  | 回人，回子羊肉店老闆（第6集）                                                                     |
| 虞天偉 | -      | 當鋪朝奉（第7集）                                                                                 |
| 林欣熹 | -      | 賣身女子（第8集）                                                                                 |
| 潘嘉雯 | -      | 賣身女子（第8集）                                                                                 |
| 何俊軒 | -      | 粥檔客人（第8集）                                                                                 |
| 李鴻   | -      | 酒館老闆（第8集）                                                                                 |
| 許明志 | -      | 酒館小二（第8集）                                                                                 |
| 郭德信 | 關 昌  | 商人，販賣宮中珍品（第10-11集）                                                                   |
| 陳狄克 | -      | 木桶鋪老闆（第11集）                                                                              |
| 梁舜燕 | 燕 媽  | 皇后之奶媽（第12集）                                                                              |
| 陳狄克 | 羅 波  | 六指淫賊（第16集）                                                                                |
| 李家鼎 | 白額虎 | 五虎堂之五虎                                                                                      |
| 古明華 | 吊青虎 | 五虎堂之五虎                                                                                      |
| 高俊文 | 飛天虎 | 五虎堂之五虎                                                                                      |
| 劉應龍 | 下崗虎 | 五虎堂之五虎                                                                                      |
| 譚俊雄 | 霹靂虎 | 五虎堂之五虎                                                                                      |
| 潘 標  | 廟 祝  | -                                                                                                 |
| 江 暉  | -      | 白額虎手下                                                                                        |
| 柯 嵐  | -      | 白額虎手下                                                                                        |
| 梁博恩 | -      | 白額虎手下                                                                                        |
| 陳建榮 | -      | 白額虎手下                                                                                        |

### 陳家
| 演員   | 角色   | 暱稱/關係/職業                          |
| 胡 楓  | 陳世倌 | 老爺 陳夫人之夫 乾隆之親生父親 三朝元老 |
| 陳嘉儀 | 陳夫人 | 夫人 陳世倌之妻 乾隆之親生母親          |

### 廖家
| 演員   | 角色   | 暱稱/關係/職業                                                                 |
| 馮素波 | 廖大媽 | 廖洪之母 乾隆之奶媽 於第19集患上失心瘋                                         |
| 林敬剛 | 廖 洪  | 廖大媽之子 吳縣惡霸 於第18集欲污辱如意，誤推福伯落樓梯致死，後被周日清錯手殺死 |

### 其他演員
| 演員       | 角色       | 暱稱/關係/職業                                 |
| 蔡國興     | 納蘭明威   | 六部大臣（第1集）                              |
| 凌禮文     | 多爾準     | 六部大臣（第1集）                              |
| 李海生     | 查兆庭     | 六部大臣（第1集）                              |
| 江 漢      | 哈 察      | 六部大臣（第1集）                              |
| 華忠男     | 德 汪      | 六部大臣（第1集）                              |
| 招石文     | 高士英     | 六部大臣（第1集）                              |
| 甘子正     | 曹 豹      | 御前帶刀侍衛                                   |
| 何志祥     | 趙 剛      | 御前帶刀侍衛                                   |
| 傅劍虹     | 唐 傑      | 御前帶刀侍衛                                   |
| 楊鴻俊     | 屠 勇      | 御前帶刀侍衛                                   |
| 張漢斌     | 李 輝      | 御前帶刀侍衛                                   |
| 陳姿穎     | 宮 女      | 皇后之近身宮女                                 |
| 吳幸美     | 宮 女      | 皇后之近身宮女                                 |
| 諾 思      | 宮 女      |                                                |
| 張潔蓮     | 宮 女      |                                                |
| 黃樂兒     | 宮 女      |                                                |
| 張貝倩     | 宮 女      |                                                |
| 蔡康年     | 小榮子     | 安公公之下屬                                   |
| 卓 躒      | 小宏子     | 安公公之下屬                                   |
| 嚴文軒     | 小林子     | 安公公之下屬、皇后之近身太監                   |
| 梁輝宗     | 太監       | -                                              |
| 孫季卿     | 劉公公     | 御花園之太監（第3集）                          |
| 李啟傑     | 侍衛甲     | 保護皇后微服南巡（第12集）                     |
| 杜 港      | 侍衛乙     | 保護皇后微服南巡（第12集）                     |
| 徐 榮      | 侍衛丙     | 保護皇后微服南巡（第12集）                     |
| 王基信     | 侍衛丁     | 保護皇后微服南巡（第12集）                     |
| 河國榮     | 史密夫公爵 | 英吉列軍火商人（第1集）                        |
| 許碧姬     | 芙 蓉      | 高昇之前近身宮女 於第1集告老還鄉               |
| 黃文標     | 梅老闆     | 人販子，從安公公買下如意，再賣到揚州（第5集）  |
| 游 飈      | -          | 食店老闆（第13集）                             |
| 虞天偉     | 章百賢     | 學識淵博，熟悉漢學（第13集）                   |
| Joe Junior | 方 福      | 福伯 如意外公，被廖洪推落樓梯害死（第17-18集） |
| 凌禮文     | 桂 叔      | 藥材鋪店主（第17集）                           |
| 潘嘉雯     | 小 雯      | 桂叔外甥女（第17集）                           |
| 曾健明     | 劉師爺     | 楊古師爺（第17集）                             |
| 何慶輝     | -          | 粥檔客人（第17集）                             |
| 翟兆麟     | -          | 粥檔客人（第17集）                             |
| 何偉業     | 亞 發      | 廖洪手下（第17集）                             |
| 劉深宜     | 亞 財      | 廖洪手下（第17集）                             |
| 趙敏通     | 亞 山      | 都縣捕快，亦是廖洪手下（第17集）               |
| 寧 進      | 亞 水      | 都縣捕快，亦是廖洪手下（第17集）               |
| 鄺佐輝     | 鄧信之     | 嘉慶府知府（第18集）                           |
| 李鴻       | -          | 師爺（第18集）                                 |
| 何俊軒     | 馬捕頭     | （第18集）                                     |
| 孫季卿     | 冬 伯      | 福伯朋友（第18集）                             |
| 招石文     | 華 叔      | 福伯朋友（第18集）                             |
| 蘇恩磁     | 華 嬸      | 福伯朋友（第18集）                             |
| 魏惠文     | 福 記      | 福伯朋友（第18集）                             |
| 劉桂芳     | 馬大嬸     | 福伯朋友（第18集）                             |

## 與歷史有出入

### 清朝歷史
- 乾隆帝真的是雍正帝的兒子[需要解释]。
- 乾隆帝沒有叫宛貴妃、容貴妃、賢貴妃、德貴妃、惠貴人、靖貴人、如貴人、善貴人、淑貴人、佳貴人的妃嬪[來源請求]。

## 收視

### 香港收视
以下為本劇於香港無綫電視翡翠台之收視紀錄：
| 週次 | 集數  | 平均收視 | 最高收視 |
| 1    | 01-05 | 30點     | 34點     |
| 2    | 06-10 | 31點     | 35點     |
| 3    | 11-15 | 33點     | 37點     |
| 4    | 16-20 | 34點     | 40點     |

### 广州收视
| 月份      | 集数  | 省网收视 | 市网收视 | 合计 |
| --------- | ----- | -------- | -------- | ---- |
| 2005年3月 | 1-14  | 12.8     | 13.9     | 26.7 |
| 2005年4月 | 15-20 | 14.8     | 13.3     | 28.1 |

数据来源：CSM媒介研究 

## 外部連結
- 無綫電視官方網頁 - 御用閒人
- 無綫電視官方網頁(TVBI) - 御用閒人 （页面存档备份，存于）
- 《御用閒人》 GOTV 第1集重溫

## 作品的變遷
| 香港 翡翠台第一綫劇集 星期一至五 20:00-21:00 | 香港 翡翠台第一綫劇集 星期一至五 20:00-21:00 | 香港 翡翠台第一綫劇集 星期一至五 20:00-21:00 |
| -------------------------------------------- | -------------------------------------------- | -------------------------------------------- |
|                                              | 御用閒人 （2005.03.14 - 2005.04.08）         |                                              |
| 西廂奇緣 （ - 2005.03.11）                   | 同撈同煲 (2005.04.11 - )                     |                                              |

| 香港 無綫電視翡翠台黃昏劇集時段 星期一至五 17:55-18:30 | 香港 無綫電視翡翠台黃昏劇集時段 星期一至五 17:55-18:30 | 香港 無綫電視翡翠台黃昏劇集時段 星期一至五 17:55-18:30 |
| ------------------------------------------------------ | ------------------------------------------------------ | ------------------------------------------------------ |
|                                                        | 御用閒人 （2007.02.16 - 2007.04.12）                   |                                                        |
| 開心賓館 （2006.12.21 - 2007.02.15）                   | 情迷黑森林 （2007.04.13 - 2007.06.07）                 |                                                        |

| 台灣 東森綜合台 星期一至五 04:00~05:00 | 台灣 東森綜合台 星期一至五 04:00~05:00 | 台灣 東森綜合台 星期一至五 04:00~05:00 |
| -------------------------------------- | -------------------------------------- | -------------------------------------- |
|                                        | 御用閒人 （2012.11.06 - 2012.12.03）   |                                        |
| 現在才知道(重播)                       | 現在才知道(重播)                       |                                        |